# CALLIN'
「CALLIN'」（コーリン）は、Dragon Ashの配信シングル。2009年8月1日配信。

## 解説
2009年8月1日野外音楽フェスの『ROCK IN JAPAN FESTIVAL』で先行配信。8月5日一般配信開始。後に22nd「AMBITIOUS」に収録。

## 収録曲
作詞：Kj　作曲・編曲：Dragon Ash
1. CALLIN

## 収録アルバム
- LOUD & PEACE (#1)